# NGC 4977
NGC 4977 је спирална галаксија у сазвежђу Велики медвед која се налази на NGC листи објеката дубоког неба.
Деклинација објекта је + 55° 39' 24" а ректасцензија 13h 6m 4,4s. Привидна величина (магнитуда) објекта NGC 4977 износи 13,8 а фотографска магнитуда 14,6. NGC 4977 је још познат и под ознакама UGC 8196, MCG 9-22-10, CGCG 271-9, CGCG 270-53, NPM1G +55.0169, PGC 45339.